# Kyōgen

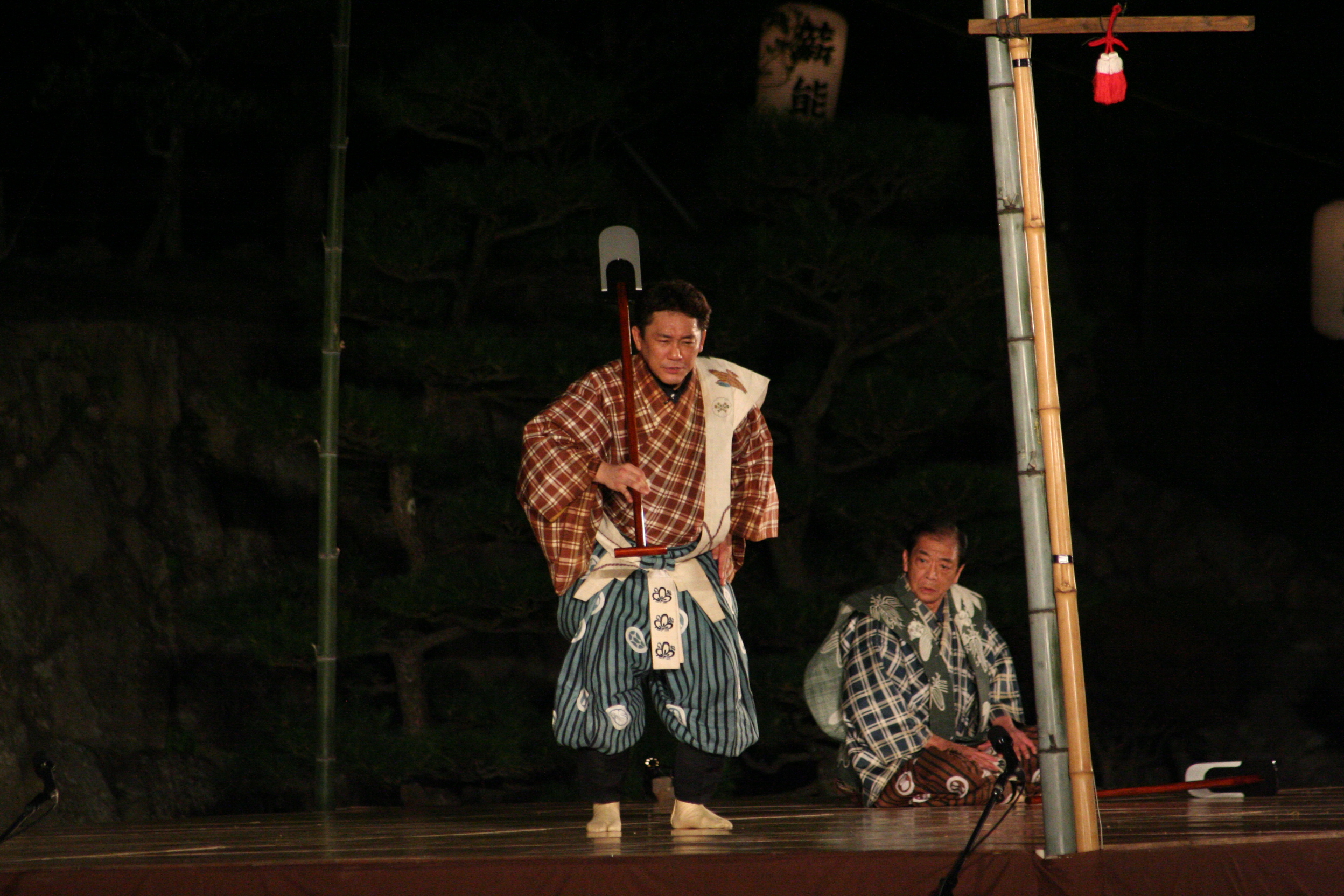
Kyōgen-föreställning på Himeji slott.

Kyōgen |狂言|, "tokiga ord" eller "vilt tal", är en form av traditionell japansk teater. Den utvecklades vid sidan av nō, framfördes tillsammans med nō som en sorts pausunderhållning mellan akterna och har bibehållit täta band till nō in i modern tid. Därför har den ibland fått epitetet nō-kyōgen. Dess innehåll har emellertid ingen som helst likhet med den formella, symboliska och högtidliga nō-teatern. Kyōgen är en form av komik och dess primära avsikt är att få auditoriet att skratta.

## Historik
Kyōgen anses härröra från en form av kinesisk förströelse, som infördes till Japan runt 700-talet. Denna underhållningsform blev känd som sarugaku (猿楽), “apmusik”, och omfattade ursprungligen såväl seriös dramatik som komedi. På 1300-talet hade dessa båda varianter av sarugaku fått namn om sig som nō respektive kyōgen.